# Notting Hill Gate (metropolitana di Londra)
La stazione di Notting Hill Gate è una stazione della metropolitana di Londra, servita dalle linee Central, Circle e District.

## Storia
Le piattaforme delle linee Circle e District furono aperte il 1º ottobre 1868 come parte dell'estensione della Metropolitan Railway (MR, oggi la linea Metropolitan) dalla stazione di Paddington a Gloucester Road. Le piattaforme della Central Line vennero aperte il 30 luglio 1900. Gli ingressi alle piattaforme dei due gruppi di linee erano originariamente situati in edifici separati su lati opposti della strada. L'accesso alle piattaforme della Central Line avveniva per mezzo di ascensori.
Il nome della stazione, "Notting Hill Gate", poteva essere confuso con la stazione della Metropolitan Line in Ladbroke Grove che era stata chiamata "Notting Hill" quando aprì nel 1864 e rinominata in "Notting Hill & Ladbroke Grove" nel 1880. Nel 1919 questa stazione abbandonò il riferimento a Notting Hill, cambiando nome in "Ladbroke Grove (North Kensington)" e infine, nel 1938, divenne semplicemente Ladbroke Grove.
La stazione venne ricostruita verso la fine degli anni cinquanta e riaprì il 1º marzo 1959, collegando le due stazioni delle linee Circle e District e della Central Line, in precedenza separate, per mezzo di una biglietteria sotterranea collegata tramite scale mobili con le piattaforme della Central. Queste scale mobili furono le prime installate sulla metropolitana di Londra ad avere pannelli laterali in metallo anziché in legno. Il nuovo ingresso funge anche da sottopassaggio pedonale.
La stazione è stata ristrutturata fra il 2010 e il 2011, con una nuova piastrellatura in ceramica per gli ingressi, per i passaggi sotterranei e per le piattaforme della Central Line. È stata inoltre modificata la sistemazione della biglietteria sotterranea.
Durante i lavori di ristrutturazione è stato scoperto un passaggio che conduceva agli ascensori della vecchia stazione della CLR che era stato chiuso al pubblico dopo la ricostruzione del 1959, nel quale sono stati ritrovati una serie di poster pubblicitari dell'epoca in buono stato di conservazione.
Le banchine originali della MR, progettate da Sir John Fowler, sono, dal 7 novembre 1984, un monumento classificato di grado II.

## Galleria d'immagini

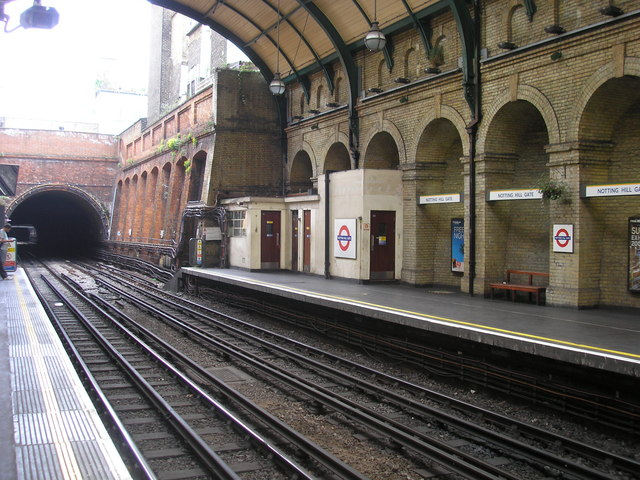
Banchina della District Line alla stazione di Notting Hill Gate.
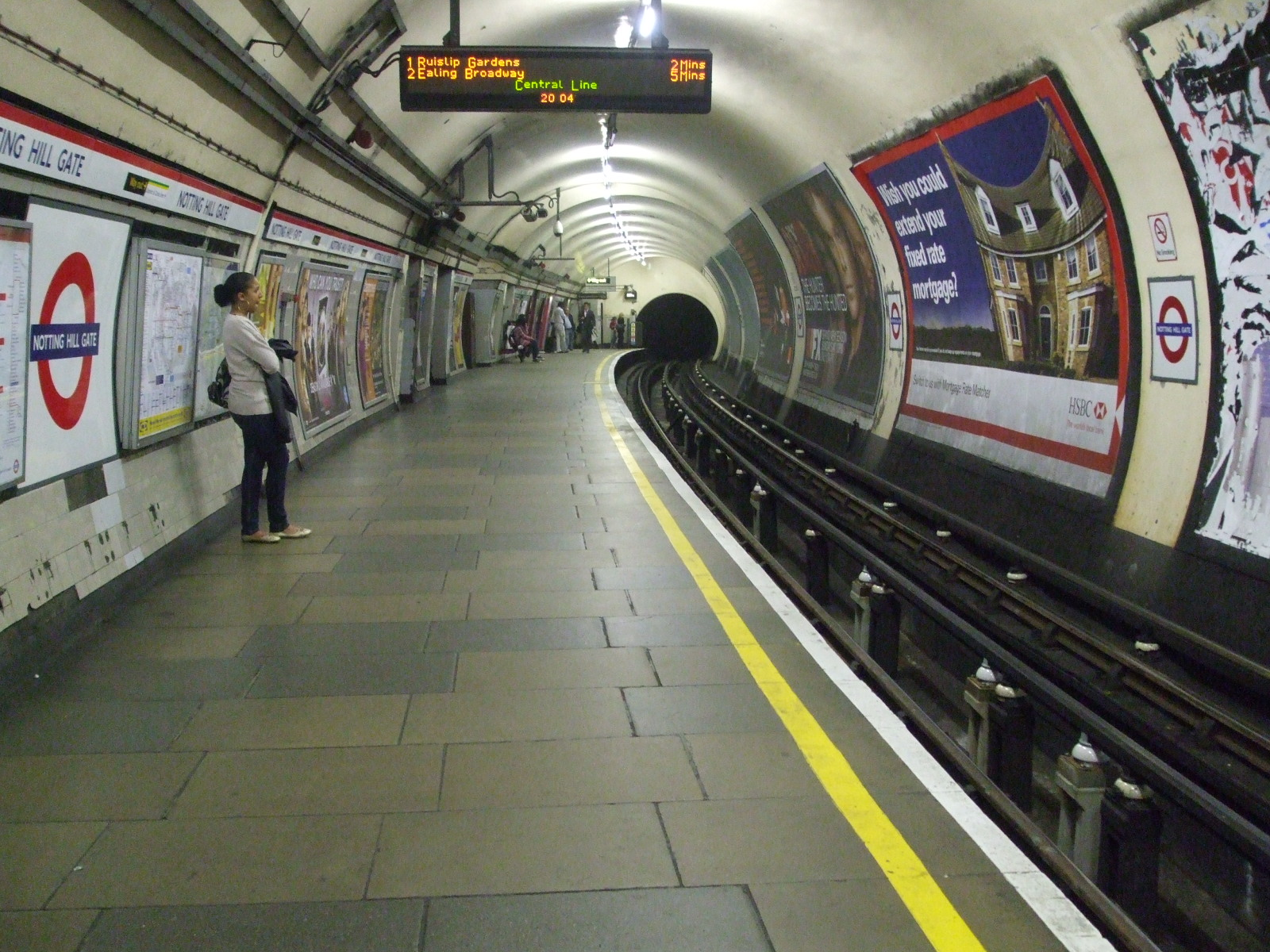
Banchina della Central Line in direzione ovest.
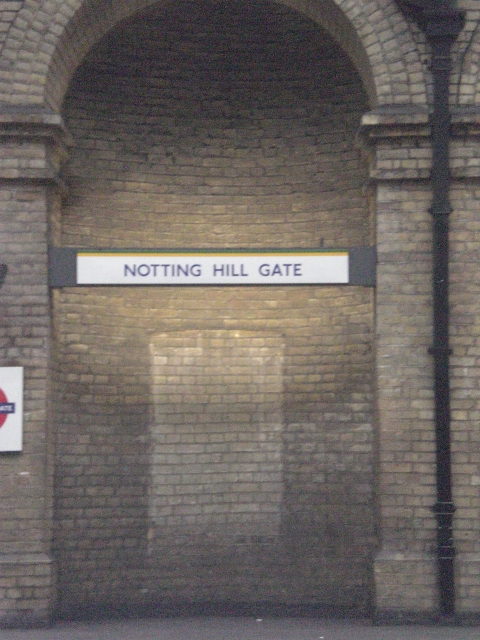
Insegna con il nome della stazione sulla banchina.